# Voladores

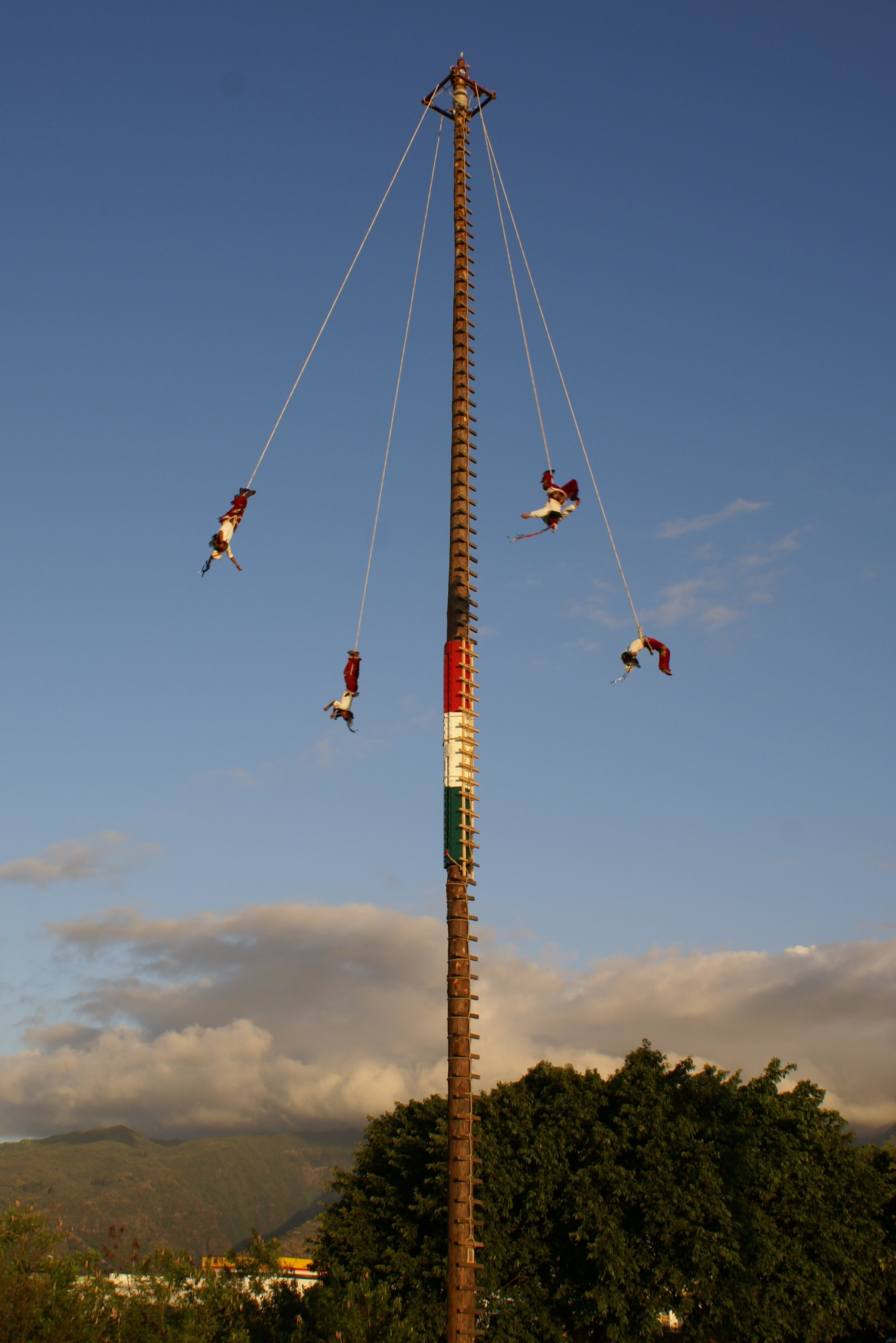
Voladores 2008

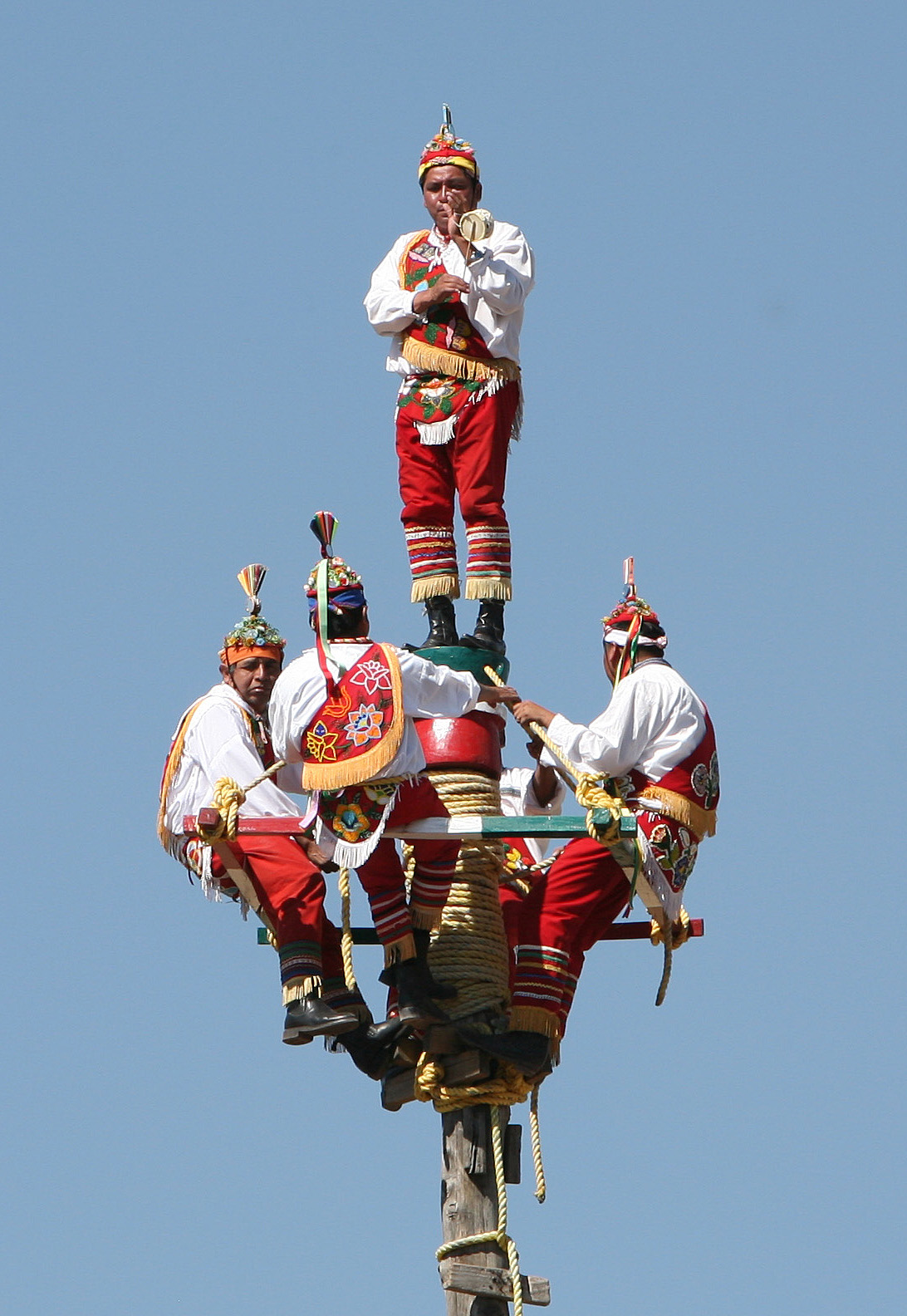
Rozpoczęcie tańca, Teotihuacan

Voladores (dosłownie „latacze”) – prekolumbijski meksykański obrzęd religijny, związany zwłaszcza z tradycjami ludu Totonaków, zamieszkujących okolice miasta Papantla na wybrzeżu Zatoki Meksykańskiej. Pięciu mężczyzn w odświętnych strojach wspina się na 30-metrowy słup, jeden z nich pozostaje na szczycie, przygrywając na bębenku i flecie, natomiast czterech pozostałych, z linami przywiązanymi do kostek rzuca się w dół, zataczając powolne obroty. Obrotów tych jest dokładnie 13, co pomnożone przez czterech tancerzy daje 52, tyle ile lat liczy tradycyjny „wiek” w przedkolumbijskim kalendarzu.
Dziś powietrzny taniec przetrwał tylko w kulturze Indian Nahua i
Totonaca w stanach Puebla i Veracruz. Voladores można spotkać w całym
Meksyku przy okazji lokalnych świąt, chętnie dają też komercyjne występy
ku uciesze turystów w kurortach na Jukatanie i w stolicy.
W 2009 rytuał został wpisany przez UNESCO na listę Niematerialnego Dziedzictwa Ludzkości.